# NOR-Gatter
Ein NOR-Gatter (von englisch: not or – nicht oder, oder von englisch nor – (weder … noch …)), auch Peirce-Funktion nach Charles S. Peirce genannt, ist ein Logikgatter mit zwei oder mehr Eingängen A, B, … und einem Ausgang Y, zwischen denen die logische Verknüpfung NICHT ODER besteht. Ein NOR-Gatter gibt am Ausgang 1 (w) aus, wenn alle Eingänge 0 (f) sind. In allen anderen Fällen, d. h. wenn mindestens ein Eingang 1 ist, wird eine 0 ausgegeben.
Für die NOR-Verknüpfung der Variablen A und B gibt es in der Literatur folgende Schreibweisen:
{\displaystyle A\,\operatorname {NOR} \,B\qquad A\downarrow B\qquad \neg \left(A\lor B\right)\qquad A\;\;\!\!{\overline {\lor }}\;\;\!\!B\qquad {\overline {A\lor B}}\qquad {\overline {A+B}}\qquad A\;\;\!\!{\overline {+}}\;\;\!\!B\qquad \neg \left(A+B\right)}

## Übersicht
| Funktion | Schaltsymbol | Schaltsymbol    | Schaltsymbol         | Wahrheitstabelle | Relais-Logik |
| --- | ------------ | --------------- | -------------------- | --- | ------------ |
| Funktion | IEC 60617-12 | US ANSI 91-1984 | DIN 40700 (vor 1976) | Wahrheitstabelle | Relais-Logik |
| {\displaystyle Y={\overline {A\vee B}}} {\displaystyle Y=A\;\;\!\!{\overline {\vee }}\;\;\!\!B} {\displaystyle Y={\overline {A+B}}} {\displaystyle Y=A\downarrow B} {\displaystyle Y=A\backslash B} |              |                 |                      | \| A \| B \| Y = A ⊽ B \| \| - \| - \| --------- \| \| 0 \| 0 \| 1 \| \| 0 \| 1 \| 0 \| \| 1 \| 0 \| 0 \| \| 1 \| 1 \| 0 \| |              |
| A | B            | Y = A ⊽ B       |                      | |              |
| 0 | 0            | 1               |                      | |              |
| 0 | 1            | 0               |                      | |              |
| 1 | 0            | 0               |                      | |              |
| 1 | 1            | 0               |                      | |              |

## Logiksynthese
Gemäß folgender logischer Äquivalenz kann eine NOR-Verknüpfung aber auch allein aus NAND-Gattern aufgebaut werden:
{\displaystyle x\ {\overline {\lor }}\ y=\left(\left(x\ {\overline {\land }}\ x\right)\ {\overline {\land }}\ \left(y\ {\overline {\land }}\ y\right)\right)\ {\overline {\land }}\ \left(\left(x\ {\overline {\land }}\ x\right)\ {\overline {\land }}\ \left(y\ {\overline {\land }}\ y\right)\right)}
Logische Verknüpfungen und deren Umsetzung mittels NOR-Gattern:
Mit der Peirce-Funktion allein sind alle zweiwertigen Wahrheitsfunktionen darstellbar, das heißt, jede boolesche Funktion ist äquivalent zu einer Formel, die ausschließlich die NOR-Funktion enthält. Auf Grund dieser Eigenschaft der funktionalen Vollständigkeit nennt man die Peirce-Funktion eine Basis der zweistelligen logischen Funktionen (eine weitere Basis ist die NAND-Funktion).
| Verknüpfung   | Verknüpfung | Umsetzung                                               | Umsetzung in Formelschreibweise | Schaltsymbole |
| ------------- | ----------- | ------------------------------------------------------- | --- | ------------- |
| Negation      | NOT x       | x NOR x                                                 | {\displaystyle x\ {\overline {\lor }}\ x} |               |
| Konjunktion   | x AND y     | (x NOR x) NOR (y NOR y)                                 | {\displaystyle \left(x\ {\overline {\lor }}\ x\right)\ {\overline {\lor }}\ \left(y\ {\overline {\lor }}\ y\right)} |               |
| Nicht-Und     | x NAND y    | ((x NOR x) NOR (y NOR y)) NOR ((x NOR x) NOR (y NOR y)) | {\displaystyle \left(\left(x\ {\overline {\lor }}\ x\right)\ {\overline {\lor }}\ \left(y\ {\overline {\lor }}\ y\right)\right)\ {\overline {\lor }}\ \left(\left(x\ {\overline {\lor }}\ x\right)\ {\overline {\lor }}\ \left(y\ {\overline {\lor }}\ y\right)\right)} |               |
| Disjunktion   | x OR y      | (x NOR y) NOR (x NOR y)                                 | {\displaystyle \left(x\ {\overline {\lor }}\ y\right)\ {\overline {\lor }}\ \left(x\ {\overline {\lor }}\ y\right)} |               |
| Nicht-Oder    | x NOR y     | x NOR y                                                 | {\displaystyle x\ {\overline {\lor }}\ y} |               |
| Kontravalenz  | x XOR y     | (x NOR y) NOR ((x NOR x) NOR (y NOR y))                 | {\displaystyle \left(x\ {\overline {\lor }}\ y\right)\ {\overline {\lor }}\ \left(\left(x\ {\overline {\lor }}\ x\right)\ {\overline {\lor }}\ \left(y\ {\overline {\lor }}\ y\right)\right)}                                                                           |               |
| Äquivalenz    | x XNOR y    | ((x NOR y) NOR x) NOR ((x NOR y) NOR y)                 | {\displaystyle \left(\left(x\ {\overline {\lor }}\ x\right)\ {\overline {\lor }}\ y\right)\ {\overline {\lor }}\ \left(x\ {\overline {\lor }}\ \left(y\ {\overline {\lor }}\ y\right)\right)}                                                                           |               |
| Äquivalenz    | x XNOR y    | ((x NOR y) NOR x) NOR ((x NOR y) NOR y)                 | {\displaystyle \left(\left(x\ {\overline {\lor }}\ y\right)\ {\overline {\lor }}\ x\right)\ {\overline {\lor }}\ \left(\left(x\ {\overline {\lor }}\ y\right)\ {\overline {\lor }}\ y\right)}                                                                           |               |
| Äquivalenz    | x XNOR y    | ≡ x ⇔ y                                                 | |               |
| Implikation   | x ⇒ y       | ((x NOR x) NOR y) NOR ((x NOR x) NOR y)                 | {\displaystyle \left(\left(x\ {\overline {\lor }}\ x\right)\ {\overline {\lor }}\ y\right)\ {\overline {\lor }}\ \left(\left(x\ {\overline {\lor }}\ x\right)\ {\overline {\lor }}\ y\right)}                                                                           |               |
| Implikation   | x ⇐ y       | (x NOR (y NOR y)) NOR (x NOR (y NOR y))                 | {\displaystyle \left(x\ {\overline {\lor }}\ \left(y\ {\overline {\lor }}\ y\right)\right)\ {\overline {\lor }}\ \left(x\ {\overline {\lor }}\ \left(y\ {\overline {\lor }}\ y\right)\right)}                                                                           |               |
| Tautologie    | verum       | ((x NOR x) NOR x) NOR ((x NOR x) NOR x)                 | {\displaystyle \left(\left(x\ {\overline {\lor }}\ x\right)\ {\overline {\lor }}\ x\right)\ {\overline {\lor }}\ \left(\left(x\ {\overline {\lor }}\ x\right)\ {\overline {\lor }}\ x\right)}                                                                           |               |
| Kontradiktion | falsum      | (x NOR x) NOR x                                         | {\displaystyle \left(x\ {\overline {\lor }}\ x\right)\ {\overline {\lor }}\ x} |               |

## Realisierung
Die elektronische Realisierung erfolgt zum Beispiel (bei positiver Logik) mit zwei (oder entsprechend mehr) parallel geschalteten Schaltern (Transistoren), die den Ausgang Q auf Masse (logisch 0) legen, sobald einer von ihnen eingeschaltet ist. Sind alle aus, so ist die Masseverbindung unterbrochen und der Ausgang Q liegt auf Pluspotenzial (logisch 1).

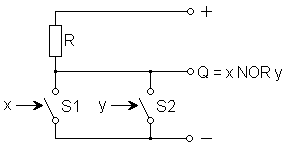
Funktionsprinzip eines NOR-Gatters
{\displaystyle Q=x\,\operatorname {NOR} \,y}
Aufbau eines NOR-Gatters in RTL-Technik (Widerstands-Transistor-Logik)
Realisierung eines NOR-Gatters in CMOS-Technik {\displaystyle a\;\;\!\!{\overline {\lor }}\;\;\!\!b=a\,\operatorname {NOR} \,b} (ungünstig zu implementieren, da die beiden PMOS-Transistoren seriell geschaltet sind und bei gleicher Chipfläche ohnehin schon hochohmiger als NMOS-Transistoren sind)